# Gauthier-Villars
Pour les articles homonymes, voir Villars.
Gauthier-Villars est une maison d’édition française dont l’origine remonte à 1790, et qui a joué un rôle important dans l’édition scientifique et le développement de la science au XIXe siècle et pendant la première moitié du XXe siècle. Elle a été notamment, sur des périodes diverses, l’éditeur attitré du Bureau des longitudes, de l’École polytechnique, de l’Académie des sciences.
La maison n’existe plus en tant que telle, à la suite des recompositions du marché de l’édition, mais son fonds est encore exploité par divers éditeurs, aussi bien en livres qu’en revues. L'entreprise exerçait également les activités d'imprimeur et de libraire.

## Historique
En 1790, Jean-Marie Courcier fonde une des premières maisons d’édition françaises, nommée bientôt la « librairie pour les mathématiques, la physique, la chimie, les arts mécaniques, et les sciences qui en dépendent » ; cette maison devient la maison Bachelier puis Mallet-Bachelier.
Jean-Albert Gauthier-Villars (1828–1898), ancien élève de l’École polytechnique (X 1848), la rachète à sa succession en 1864 ; il donne son nom à la maison d’édition, qui publiera principalement des revues (ces dernières étaient à l’époque naissantes) et des livres scientifiques. Son fils Albert-Paul Gauthier-Villars (16/06/1861–14/07/1918), ancien élève de l’École polytechnique lui aussi (X 1881) lui succédera.
Elle est rachetée par Dunod en 1971 puis intègre le groupe Bordas en 1972, puis celui des Presses de la Cité, avant que son fonds ne soit absorbé par Vivendi, puis par Lagardère (2004).
Parmi les auteurs, des mathématiciens et physiciens en majorité, dont Gauthier-Villars éditera certains livres ou manuels : Augustin Louis Cauchy, Évariste Galois (en réédition) ; Henri Poincaré, Paul Lévy, Émile Borel, Émile Picard, Michel Chasles, Louis Bachelier, Charles Fabry, Marcellin Berthelot et Albert Einstein (traduit par Paule Gauthier-Villars, également directrice de la maison d'édition).

## Périodiques (sélection)
Mathématiques :
- Les Annales scientifiques de l’École normale supérieure
- Le Bulletin des sciences mathématiques
- Le Bulletin de la Société mathématique de France
- Le Journal de mathématiques
- Les Annales de l’Institut Henri-Poincaré

Physique :
- Le Journal de mécanique

Chimie :
- La Revue de chimie minérale

Divers :
- Les Comptes Rendus hebdomadaires des séances de l'Académie des sciences
- Les Annales d’histochimie
- La Revue de physiologie végétale
- La Pédagogie cybernétique
- Le Bulletin de l’Association internationale des documentalistes